# Adventus regis

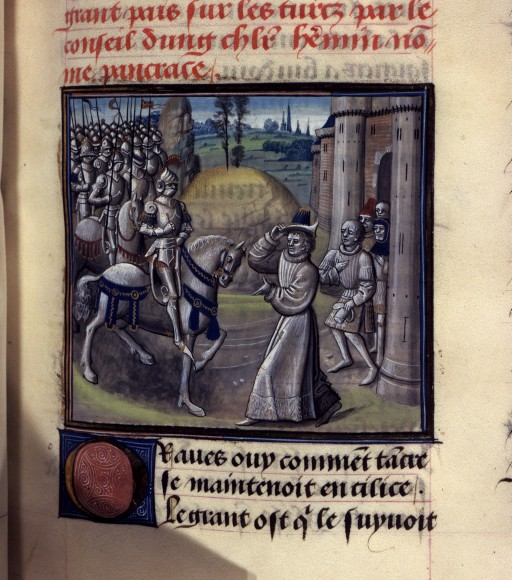
Wjazd Gotfryda z Bouillon do Cylicjii

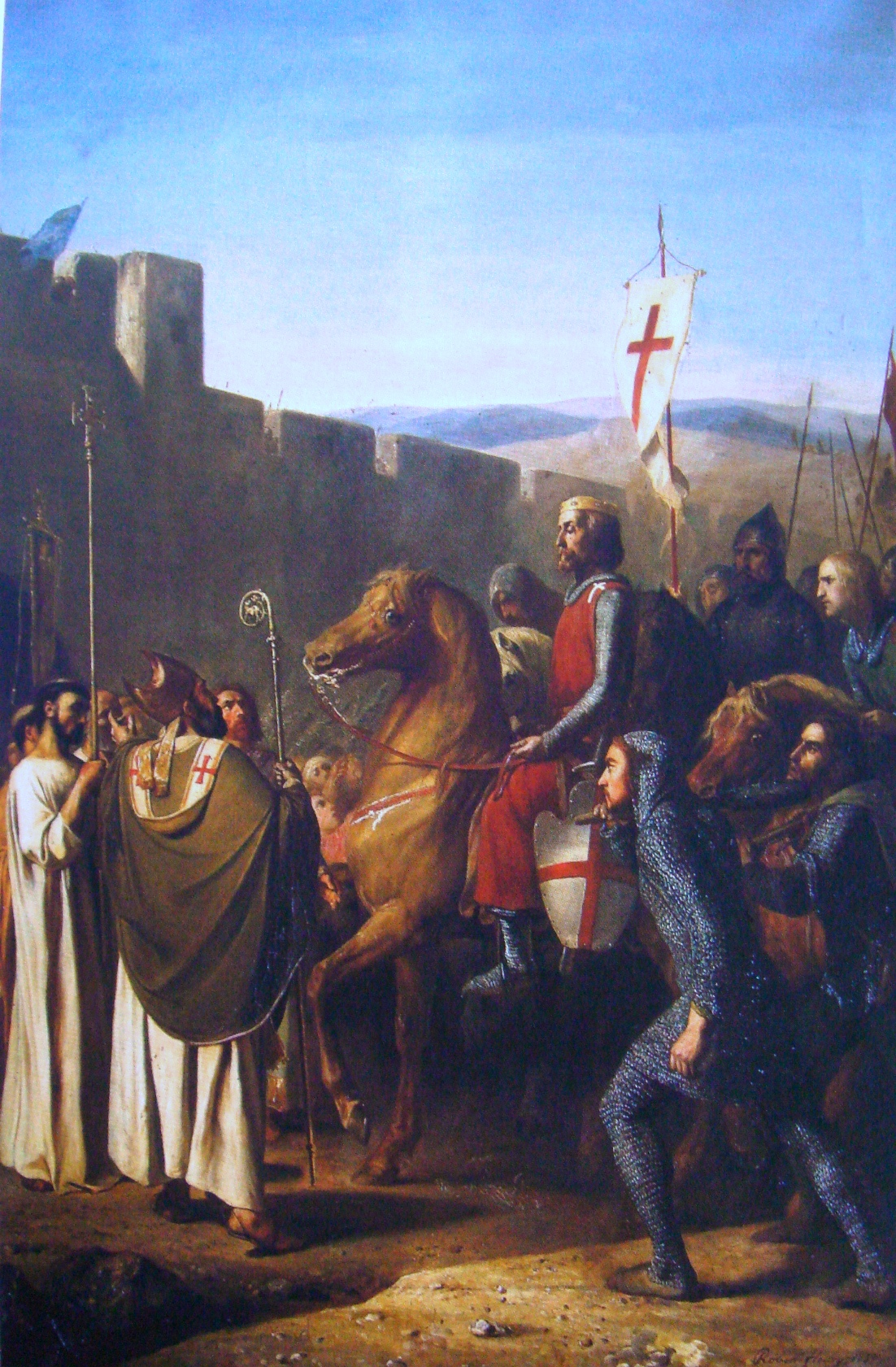
Wjazd Baldwina z Boulogne do Edessy

Adventus regis (z łac. „wjazd króla”) – określenie oznaczające wyjątkowo uroczysty wjazd zwierzchnika do podległego mu ośrodka, będący zewnętrznym wyrazem przysługującej mu władzy. Ceremonia powitania władcy miała swój głęboki symboliczny charakter. Ludność, wychodząc na powitanie władcy, wyrażała swoją przychylność i gotowość przyjęcia zwierzchnictwa. Rytuał wjazdów ówczesnym kojarzył się jednoznacznie z wjazdem Jezusa Chrystusa w Niedzielę Palmową do Jerozolimy. Ta paralela chrystologiczna stawiała władcę w roli zbawcy i obrońcy.
Termin adventus regis odnosi się najczęściej do średniowiecza, gdzie też rozwinął się najpełniej, szczególnie w regionie oddziaływania tradycji karolińskiej, jednakże rytuał ceremonialnego wjazdu jest spotykany w wielu kręgach kulturowych różnych okresów. Początkowo uroczysty wjazd przysługiwał jedynie suzerenom (cesarzom i królom), potem został przejęty przez dostojników niższej rangi (książąt, hrabiów itd.).
Okoliczności organizowania adventus regis były różne. Najczęściej podejmowani tak byli świeżo wyniesieni do władzy, którzy poprzez ten rytuał ugruntowywali swą świeżą zdobytą pozycję. W ten sposób przyjmowano również władców powracających z wypraw wojennych (np. z krucjaty). Ceremonia adventus regis miała szczególne znaczenie przy sporach o władzę, gdy to uroczyste przyjęcie jednego z pretendentów wiązało się z jawną manifestacją poparcia.